# Acadèmia Brasilera de Ciències
L'Acadèmia Brasilera de Ciències (Academia Brasileira de Ciências o ABC) és una acadèmia de ciències que divulga i fomenta la producció científica al Brasil. Va ser fundada el 3 de maig de 1916 a Rio de Janeiro. Henrique Charles Morize va ser-ne el primer president.

## Història
Inicialment, l'entitat comprenia només tres seccions: Ciències Matemàtiques, Ciències Físicoquímiques i Ciències Biològiques. El seu principal objectiu era estimular la continuïtat del treball científic dels seus membres, el desenvolupament de la investigació brasilera i la difusió de la importància de la ciència com a factor fonamental del desenvolupament tecnològic del país.
Arthur Alexandre Moses va ser un destacat membre de l'entitat. El 1928 va reactivar la publicació periòdica dels Anais da Academia Brasileira de Ciências; va ser reelegit múltiples vegades com a president, al punt de que el 1956 fou designat President Emèrit; i el 1959 va ser l'artífex de l'obtenció de recursos governamentals per a la compra de la seu de l'Acadèmia.
En la dècada del 1960, Carlos Chagas Filho (successor de Moses en la presidència de l'Acadèmia), va obtenir una forta injecció de capital del govern federal, equivalents a 1 milió de dòlars de l'epoca.
La crisi econòmica que el país va viure durant la segona meitat de la dècada del 1980 va significar un greu declivi de la institució. La recuperació financera als noranta i anys 2000, va propiciar la creació de nous programes i una major interacció amb la comunitat científica internacional.

### Actualitat
Actualment, l'Acadèmia reuneix els seus membres en 10 àrees especialitzades: Ciències Matemàtiques, Ciències Físiques, Ciències Químiques, Ciències de la Terra, Ciències Biològiques, Ciències Biomèdiques, Ciències de la Salut, Ciències Agràries, Ciències de l'Enginyeria i Ciències Socials.
El 2009 es van crear les 6 vicepresidències regionals: Espírito Santo, Minas Gerais i Centre-Oest; Nord-est; Nord; Rio de Janeiro; São Paulo; i Sud.
La presidència de l'ABC recau, des de 2022, en la biomèdica Helena Nader, la primera dona en ocupar el càrrec.

## Presidents
Aquests són els presidents de l'Acadèmia:
| - Henrique Charles Morize (1916–1926) - Juliano Moreira (1926–1929) - Miguel Osório de Almeida (1929–1931) - Eusébio Paulo de Oliveira (1931–1933) - Arthur Alexandre Moses (1933–1935, 1941–1943, 1947–1949, 1951–1965) - Álvaro Alberto da Mota e Silva (1935–1937) - Adalberto Menezes de Oliveira (1937–1939) - Inácio Manuel Azevedo do Amaral (1939–1941) - Cândido Firmino de Melo Leitão (1943–1945) - Mario Paulo de Brito (1945–1947) | - Álvaro Alberto da Mota e Silva (1949–1951) - Carlos Chagas Filho (1965–1967) - Aristides Pacheco Leão (1967–1981) - Maurício Peixoto (1981–1991) - Oscar Sala (1991–1993) - Eduardo Moacyr Krieger (1993–2007) - Jacob Palis (2007–2016) - Luiz Davidovich (2016–2022) - Helena Nader (2022 - act.) |